# Rolf Reimers
Rolf H. Reimers, född 30 juli 1938, död 8 oktober 2017, var en svensk arkitekt, tecknare och serietecknare.
Reimers doktorerade 1972 i projekteringsteknik med en avhandling kallad Nomogrammatriser (BFR rapport R14:1972) och fick sedan en docentur 1977 med avhandlingen Bedömningsmatrisen KTH/A. Han arbetade på Svenska Bostäder, Curmans arkitektkontor, stadsbyggnadskontoren i Stockholm och Helsingborg, K-konsult och Labcomp AB. Sedan delägare i Bildkraft och Nordplan AB. På K-Konsult deltog han bl.a. i arbetet åt Civilförsvarsstyrelsen om skyddsrumsplanering, åt Naturvårdsverket om stugbyplanering och åt Statens planverk och Kommunförbundet om kommunplanering. Han undervisade på kommunskolan i Sigtuna om kommunal planering och 1988–1992 på Kungliga Tekniska högskolan i Stockholm i perspektivteckning samt redovisnings- och visualiseringsteknik. 
Reimers var tillsammans med Sture Hegerfors, Magnus Knutsson och Janne Lundström en av grundarna av Seriefrämjandet. Reimers utförde 1985 tillsammans med sin hustru Madeleine Dranger utsmyckningen av stationen Rissne i Stockholms tunnelbana. Reimers har bland annat skapat serierna Castux och Pollux och sällskapsspelen Lurpass och Stenspelet.